# Gerhard Schmidt (General)

Gerhard Schmidt

Gerhard Schmidt (* 25. Januar 1914 in Gilgenburg; † 19. Januar 2006 in Bergisch Gladbach) war ein deutscher Offizier der Wehrmacht und der Bundeswehr.

## Leben
Als Sohn eines Tierarztes besuchte Schmidt die Schule in Gilgenburg und das Gymnasium von  Osterode in Ostpreußen. Nach dem Abitur schrieb er sich 1932 als  Medizinstudent an der Albertus-Universität Königsberg ein. Er wurde Mitglied im Corps Masovia und war ein ausgezeichneter  Senior. Nach dem Physikum meldete er sich im November 1934 für ein freiwilliges Jahr zur Reichswehr. Er kam zum neu aufgestellten Artillerie-Regiment 21 in Elbing. Als Fahnenjunker in die Wehrmacht übernommen, wurde er an die Kriegsschule in Bornstedt (Potsdam) kommandiert. Sein Lehrgangsleiter war Erwin Rommel.
1936 kam er als Oberfähnrich in ein Artillerieregiment. Seit April 1937 Offizier, nahm er am  Einmarsch in das Sudetenland, am Überfall auf Polen und am Westfeldzug teil. In Frankreich und in den Niederlanden gehörte er zu einer  Besatzungsdivision. 
Im Deutsch-Sowjetischen Krieg war er Regimentsadjutant und Abteilungskommandeur. Zuletzt war er im Mittelabschnitt Oberstleutnant und Erster Generalstabsoffizier (Ia) der  342. Infanterie-Division. Am 4. Mai 1945, vier Tage vor der Kapitulation der Wehrmacht, wurde er von der Kampfgruppe Nickel für das Ritterkreuz des Eisernen Kreuzes vorgeschlagen; zur Verleihung kam es aber nicht mehr. Schmidt geriet in amerikanische und britische Kriegsgefangenschaft.
Im Juli 1947 entlassen, arbeitete er zunächst in Bayern, wo sich seine Familie aufhielt. 1944 hatte er Hannelore Bandow geheiratet. Ab Februar 1952 kümmerte er sich für die Bodelschwinghschen Stiftungen Bethel im Winter um Verwaltungsangelegenheiten, im Sommer um die fünf Christlichen Seehospize der Sarepta-Schwesternschaft in Norddorf auf Amrum. 
Im Dezember 1956 wurde er in der Bundeswehr wieder Soldat. Eingesetzt wurde er in Hannover, Bad Godesberg, Neumünster und Kiel. Im März 1968 zum Brigadegeneral befördert, war er stellvertretender Befehlshaber vom Territorialkommando Schleswig-Holstein. 1971 mit 56 Jahren in den einstweiligen Ruhestand versetzt, zog er mit seiner zweiten Frau, einer Juristin in der Landesfinanzverwaltung Nordrhein-Westfalen,  nach Bergisch Gladbach. 1973 sprach „Jeneral Schmedt“ beim  Kösener Congress in Würzburg zur Totenehrung der gefallenen Corpsstudenten. Die Witwe, Renate Schmidt-Eggers, starb am 21. Februar 2016.

## Auszeichnungen
- Eisernes Kreuz (1939) II. und (1940) I. Klasse
- Ostmedaille
- Demjanskschild
- Verwundetenabzeichen (1939) in Schwarz
- Infanterie-Sturmabzeichen in Silber
- Bundesverdienstkreuz 1. Klasse (1970)